# Chilodus
Chilodus is een geslacht van straalvinnige vissen uit de familie van de zilverkopstaanders (Chilodontidae).

## Soorten
- Chilodus fritillus Vari & Ortega, 1997
- Chilodus gracilis Isbrücker & Nijssen, 1988
- Chilodus punctatus Müller & Troschel, 1844
- Chilodus zunevei Puyo, 1946